# Español neomexicano
El español neomexicano o novomexicano es una variedad de la lengua española hablada en Estados Unidos, principalmente en el norte de Nuevo México y el sur del estado de Colorado por los neomexicanos (o hispanos de Nuevo México). A pesar de una influencia continua del español hablado en México hacia el sur por el contacto con inmigrantes mexicanos que huyeron a los EE. UU. de la Revolución Mexicana, la historia política única de Nuevo México y el relativo aislamiento geográfico y político desde la época de la anexión a los EE. UU. han causado que el español de Nuevo México difiera notablemente del español que se habla en otras partes de Hispanoamérica, con la excepción de ciertas áreas rurales del sur de Colorado, el norte de México y Texas.
Muchos hablantes del español neomexicano son descendientes de colonos de España y del Nuevo Mundo que llegaron a Nuevo México entre los siglos XVI y XVIII. Después de la intervención estadounidense en México, Nuevo México y todos sus habitantes quedaron bajo el gobierno de habla inglesa de los Estados Unidos y durante los siguientes 100 años, los angloparlantes aumentaron en número.
Esas razones causaron estas diferencias principales entre el español de Nuevo México y otras formas de español hispanoamericano: la preservación de formas y vocabulario del español de la era colonial que ya no están presentes en el estándar (como, en algunos lugares, haiga en lugar de haya o yo seigo, en lugar de yo soy), el préstamo de palabras de la cultura pueblo para algún vocabulario indígena (además de las adiciones del náhuatl que trajeron los colonos), innovaciones léxicas y morfológicas independientes, y una gran proporción de préstamos ingleses, particularmente para tecnología (como bos, troca y telefón).
En los últimos años se ha desarrollado un nuevo español neomexicano moderno, llamado renovador, que contiene un vocabulario más moderno. Esto es debido a la creciente popularidad de los medios de comunicación en español en los EE. UU. y los matrimonios mixtos entre neomexicanos y habitantes de origen mexicano. El dialecto modernizado contiene jerga del español mexicano (mexicanismos).

## Aspectos históricos, sociales y culturales

### Historia

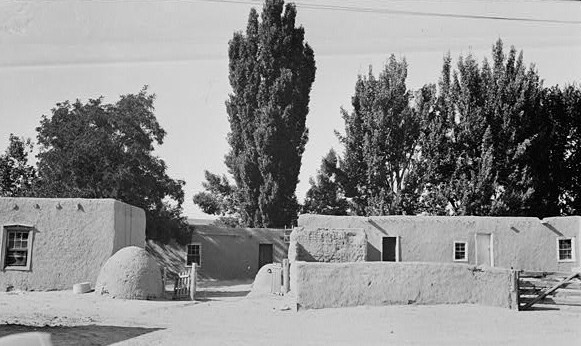
Foto de San Gabriel de Yungue-Ouinge, primera capital de Nuevo México (1936)

Los españoles llegaron por primera vez a Nuevo México con la colonización de Juan de Oñate, trayendo entre 600 y 700 colonos. Casi la mitad de los primeros colonos eran de España, otros del virreinato de Nueva España, el resto de varias partes de América Latina, las Islas Canarias, Portugal, etc. Después de la Rebelión de los indios pueblo, Nuevo México fue reasentado nuevamente, principalmente por refugiados de la rebelión y otros nacidos en el norte del virreinato.
Las áreas de habla hispana con las que Nuevo México tuvo mayor contacto fueron Chihuahua y Sonora. El Nuevo México colonial estuvo muy aislado y tenía un analfabetismo generalizado, lo que resultó en que la mayoría de los novomexicanos tuvieran poca o ninguna exposición al español "estándar". Este aislamiento lingüístico facilitó la preservación de vocabulario más antiguo del castellano medieval en Nuevo México, así como sus propias innovaciones.

Provincia de Santa Fe de Nuevo México, territorio aproximadamente equivalente al estado actual de Nuevo México

Durante ese tiempo, el contacto con el resto de Hispanoamérica fue limitado debido a su situación en la Comanchería, así que desarrolló vínculos comerciales más estrechos con los comanches que con el resto de Nueva España. Además, algunos colonos españoles coexistieron y se casaron con indígenas pueblo y navajos, también enemigos de los comanches.
La anexión de Nuevo México por parte de los EE. UU. en 1848 llevó a una mayor exposición al inglés. Sin embargo, el desarrollo de una cultura de medios escritos a fines del siglo XIX permitió que el español de Nuevo México resistiera la asimilación hacia el inglés estadounidense durante muchas décadas. La Enciclopedia Británica de 1911, por ejemplo, señaló: "Alrededor de una décima parte de la población hispanoamericana e india [de Nuevo México] usa habitualmente el idioma inglés". A principios del siglo XX, tanto los anglosajones como los hispanos intentaron vincular la historia y el idioma de Nuevo México con España, en lugar de con México. Esto condujo al uso ocasional de vosotros en lugar de usted en algunos anuncios de periódicos, con el mismo significado.

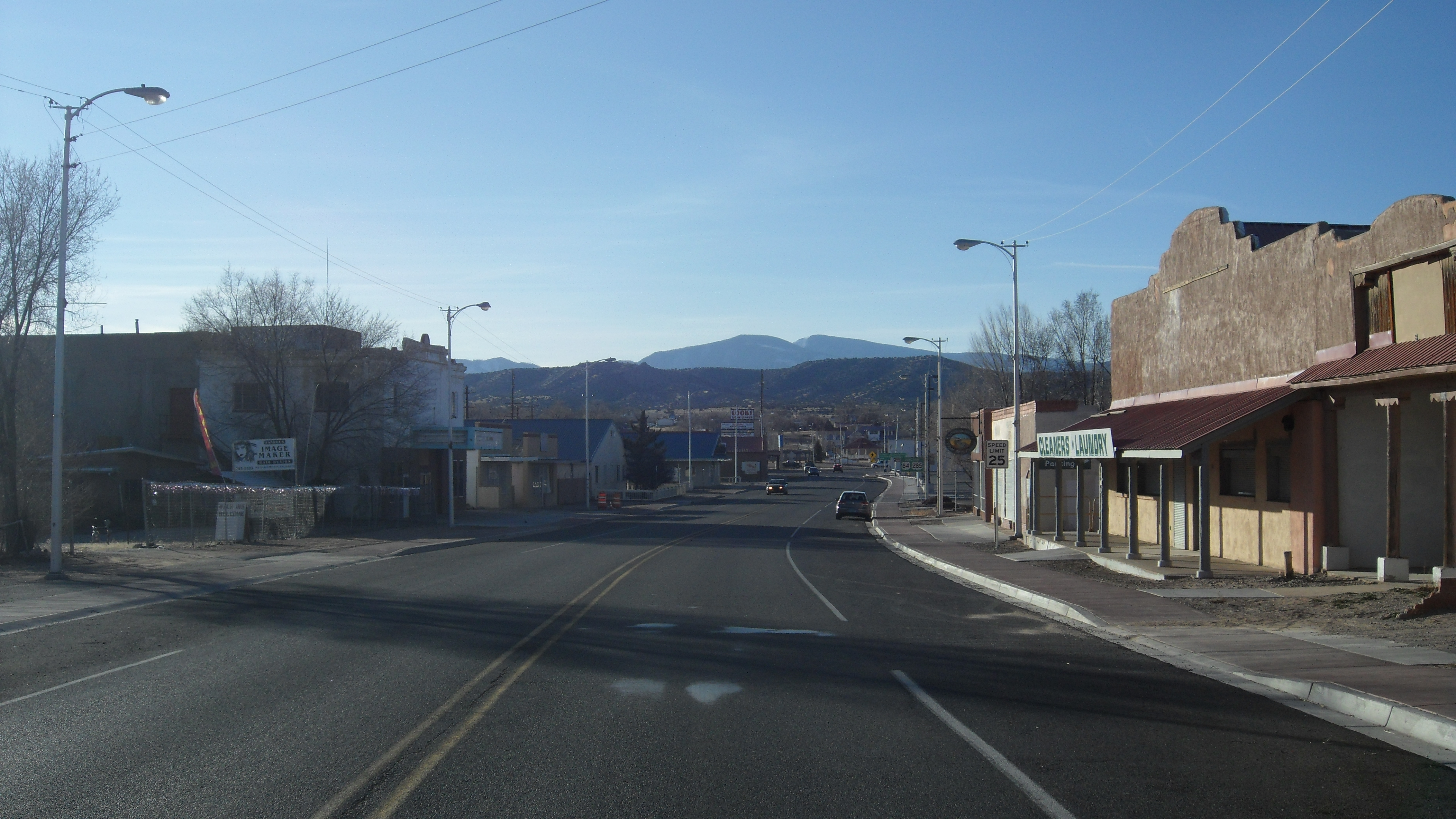
Oñate Street en Española, uno de los mayores centros del español neomexicano

Después de 1917, el uso del español en la esfera pública comenzó a decaer y se prohibió en las escuelas. Los periódicos publicados en español cambiaron a inglés o cerraron. A partir de entonces, el español se convirtió en una lengua de hogar y de comunidad, con el avance de los medios de comunicación en inglés acelerando el declive. Desde entonces, el español de Nuevo México ha experimentado una sustitución lingüística, y los hispanos se están desplazando gradualmente hacia el inglés. Además, el español de Nuevo México se enfrenta a la presión del español estándar y del español mexicano. Las generaciones más jóvenes tienden a usar más anglicismos y formas mexicanas y del castellano. La disminución de la exposición al español en el hogar crea un vacío en el que "fluyen fácilmente el inglés y el español de México".
A partir de 2010, la variedad de Albuquerque ha estado fuertemente influenciada por el español mexicano, incorporando numerosos mexicanismos, al mismo tiempo que conserva algunos arcaísmos característicos del español tradicional de Nuevo México. Algunos hispanohablantes mayores han notado que los inmigrantes mexicanos muestran sorpresa ante el hecho de que algunos habitantes no inmigrantes que hablan español como lengua materna.

### Uso del español en Nuevo México
Prácticamente todos los habitantes de Nuevo México hablan y se comunican normalmente en inglés. Sólo parte de la población inmigrante llegada recientemente y procedente de México o Centroamérica, y algunos neomexicanos autóctonos de edad avanzada, hablan únicamente español. Pero hay una franja de la población hispana autóctona de más de 40 años, especialmente entre los habitantes del norte del estado, que son bilingües (entienden el castellano y pueden expresarse con el acento y las peculiaridades propias del español de Nuevo México). Los neomexicanos de menos de 40 años también pueden entender bastante, aunque su expresión oral suele ser bastante limitada.
La lengua española ha sido y sigue siendo, aunque cada vez en menor medida, uno de los activos más importantes de la personalidad cultural del estado. En los últimos años el español se ha revitalizado en este estado con la llegada de un gran número de inmigrantes procedentes de México (especialmente del estado de Chihuahua), por lo que muchos neomexicanos se han visto obligados a desempolvar su lengua materna para entenderse con los recién llegados. Hay términos y expresiones en español que forman parte de la cultura y de la vida diaria en este estado, con muchas de ellas también parte del inglés. Son sobre todo términos relacionados con la naturaleza, la arquitectura, la cocina, la religión y las tradiciones del estado. La presencia de trabajadores mexicanos en las ciudades y en el sur de Nuevo México, ha conducido a un fortalecimiento del español mexicano en determinadas zonas, y el confinamiento del habla neomexicana a las zonas más remotas, particularmente en localidades situadas al norte de Nuevo México y sur de Colorado, a lo largo de la frontera entre los dos estados. En la actualidad, de acuerdo a los datos del censo de EE. UU., en los condados del norte de Nuevo México y del sur de Colorado, más del sesenta por ciento de los niños hispanos tienen el español como lengua materna y adquieren el inglés durante su escolarización primaria.

### Estatus legal
La ley de Nuevo México acomoda el uso del español. Por ejemplo, las enmiendas constitucionales deben ser aprobadas por referéndum y deben estar impresas en la boleta electoral tanto en inglés como en español. Ciertos avisos legales deben publicarse en inglés y español, y el estado mantiene una lista de periódicos para publicación en español. Sin embargo, el español no se ha usado oficialmente en la legislatura desde 1935.
Aunque la Constitución de Nuevo México (1912) estipulaba que las leyes se publicarían en ambos idiomas durante 20 años (y esa práctica se renovó varias veces), cesó en 1949. En consecuencia, algunos describen a Nuevo México como oficialmente bilingüe. Otros no están de acuerdo y dicen que las leyes de Nuevo México fueron diseñadas para facilitar la transición del español al inglés, no para proteger el español o darle algún estatus oficial.
La primera declaración en apoyo de la enseñanza bilingüe por parte del State Board of Education se produjo en 1968, materializándose con la firma de la "Bilingual Multicultural Act" en 1973. Después se tomaron otras medidas, tales como la publicación de las primeras directrices para solicitar fondos del estado para llevar a cabo los programas bilingües, en 1976; la creación de la especialidad en enseñanza bilingüe para profesores, en 1978; o la ampliación de los programas bilingües hasta el grado 12, en 1986.
A partir de entonces, y de acuerdo con las leyes federales y estatales, se fueron generalizando los programas bilingües "tradicionales" de mantenimiento, transición y enriquecimiento (subvencionados por el estado) que siguen vigentes. También se introdujeron los programas monolingües en inglés, de inmersión estructurada, y de inglés como segunda lengua para alumnos con una lengua materna que no es el inglés (para adecuarse a la Civil Rights Law).
El número total de distritos que participó en los programas bilingües en 2000-2001 fue de 64. Según los datos del curso 1999-2000, de un total de 320 277 alumnos en las escuelas públicas de Nuevo México, 67 879 participaron en los programas bilingües (de entre ellos, 56 598 participaron en programas bilingües español-inglés). Además 32 437 alumnos recibieron clases de español como lengua extranjera. En el distrito escolar de Santa Fe tienen programas bilingües las 27 escuelas públicas del distrito; por contra, en el distrito escolar de Roswell sólo tienen programas bilingües 7 de sus 22 escuelas.
Desde 2004 la población de origen hispano pasó a ser mayoritaria en el estado de Nuevo México, hecho que influirá sin duda en el devenir del español neomexicano.

## Distribución geográfica

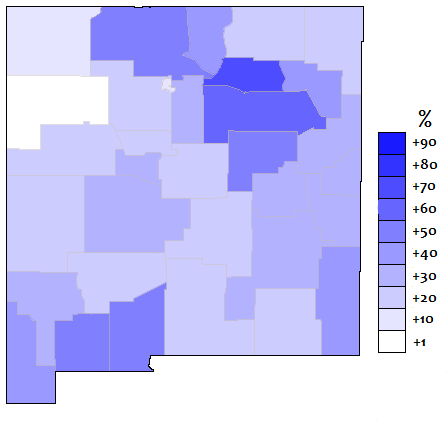
Porcentaje de hablantes de español en Nuevo México por condado. Este mapa muestra el total de hablantes de español, no sólo los hablantes de la variedad neomexicana, pues muchos de los hispanohablantes son de procedencia mexicana.

El español de Nuevo México se refiere a las variedades del español que se hablan en todo el estado de Nuevo México y en la parte sur de Colorado. Esta etiqueta también se aplica al sur de Colorado porque Colorado fue históricamente parte de Nuevo México hasta la condición de estado en 1876 y porque los hispanohablantes de Nuevo México se establecieron en el sur de Colorado, lo que resultó en que la mayoría de los habitantes de habla hispana del sur de Colorado tuvieran ascendencia de Nuevo México.

#### Dialectos
Hay dos dialectos principales del español en Nuevo México y el sur de Colorado. Uno es lo que Bills y Vigil llaman español tradicional de Nuevo México (abreviado TNMS), hablado en las partes norte y central de la región, cuyos hablantes generalmente representan asentamientos coloniales tempranos. TNMS ha sido objeto de un extenso estudio. El otro ha sido llamado español fronterizo (BS), que es principalmente el resultado de la inmigración mexicana del siglo XX y cuyos hablantes suelen tener un contacto más cercano con el español mexicano. Ambas variedades contienen varios subdialectos, aunque el área tradicional tiene una mayor variación entre diferentes comunidades, y también tiene una alta variación dialectal dentro de la misma comunidad. Esta variación es consecuencia tanto del aislamiento histórico como del cambio del idioma moderno hacia el inglés.
Los subdialectos del español tradicional de Nuevo México, clasificados según el léxico o el uso de diferentes palabras, incluyen una variedad del Condado de Río Arriba, con un dialecto del centro norte en la parte media del área del dialecto de Río Arriba y un dialecto del noreste en su parte este, y un dialecto central occidental menos claro centrado en el suroeste de Albuquerque. También existe una variación fonológica regional dentro de TNMS. Por ejemplo, la aspiración de /s/ inicial de sílaba, aunque ocurre en todo Nuevo México y el sur de Colorado, es particularmente notable a lo largo de la parte superior del Río Grande entre Albuquerque y Taos.
Un subdialecto del español fronterizo se puede encontrar en la esquina suroeste del estado, incluido el Condado de Doña Ana y las áreas su oeste. Esta es la región más cercana a la frontera con México. El subdialecto del sudoeste se caracteriza por una serie de variantes léxicas, todas menos una de las cuales son típicas del uso del español mexicano.

## Descripción lingüística

### Fonética y fonología
- El español neomexicano tiene seseo (la grafía ⟨c⟩ antecediendo /e/ e /i/, así como ⟨z⟩ representan el mismo fonema, /s/, normalmente pronunciado como s). Esto implica, por ejemplo, que casa y caza son homófonas. El seseo es prevalente en casi toda Hispanoamérica, las Islas Canarias y algunas zonas del sur de España.
- En el español de Nuevo México la /s/ final de sílaba se aspira casi siempre, a diferencia de los dialectos vecinos del norte de México. También es frecuente la aspiración de /s/ inicial de palabra, de manera que "sí, señor" puede salir como "hí, heñor".
- El neomexicano, como casi todos los dialectos del español, es yeísta. El sonido representado por ⟨ll⟩, /ʎ/, se ha unido con el representado por ⟨y⟩, /ʝ/. En ocasiones, la /y/ es débil y se elide en contacto con /e/ e /i/: gallina > gaína, sello > seio.

Las siguientes tendencias son comunes en el español neomexicano tradicional, aunque no son universales:
| Característica                                                                    | Ejemplo       | Fonología         | Español          | Neomexicano        |
| --------------------------------------------------------------------------------- | ------------- | ----------------- | ---------------- | ------------------ |
| Phrase-final Epéntesis en final de palabra con [e] o [i] tras consonante alveolar | voy a cantar  | /ˈboi a kanˈtaɾ/  | [ˈboi̯.a.kanˈtar] | [ˈboi̯.a.kanˈta.ɾe] |
| Phrase-final Epéntesis en final de palabra con [e] o [i] tras consonante alveolar | dame el papel | /ˈdame el paˈpel/ | [ˈda.mel.paˈpel] | [ˈda.mel.paˈpe.li] |
| Uvularización de /x/                                                              | mujeres       | /muˈxeɾes/        | [muˈxe.ɾes]      | [muˈχe.ɾes]        |
| Elisión condicional de /ʝ/ intervocálica.                                         | ella          | /ˈeʎa/            | [ˈe.ʝa],         | [ˈe.a]             |
| Elisión condicional de /ʝ/ intervocálica.                                         | estrellita    | /estɾeˈʎita/      | [es.tɾeˈʝi.ta]   | [es.tɾeˈi.ta]      |
| Realización de /ɾ/ o /r/ como la aproximante alveolar [ɹ]                         | carne         | /ˈkaɾne/          | [kaɾ.ne]         | [kaɹne]            |
| "Debilitamiento" (lenición) de /t͡ʃ/ a /ʃ/                                         | muchachos     | /muˈt͡ʃat͡ʃos/      | [muˈt͡ʃa.t͡ʃos]    | [muˈʃa.ʃos]        |
| Elisión de /d/ intervocálica, especialmente en -ado                               | ocupado       | /okuˈpado/        | [o.ku.ˈpa.ðo]    | [o.kuˈpa.o]        |
| Elisión de /d/ intervocálica, especialmente en -ado                               | ocupado       | /okuˈpado/        | [o.ku.ˈpa.ðo]    | [o.kuˈpau]         |
| Elisión de /d/ intervocálica, especialmente en -ado                               | todo          | /ˈtodo/           | [ˈto.ðo]         | [ˈto.o] ~ [ˈto]    |
| Aspiración o elisión (raro) de /f/                                                | me fui        | /me ˈfui/         | [me ˈfwi]        | [meˈhwi]           |
| Aspiración o elisión (raro) de /f/                                                | me fui        | /me ˈfui/         | [me ˈfwi]        | [meˈwi]            |
| Aspiración o elisión (raro) de /f/                                                | me fui        | /me ˈfui/         | [me ˈfwi]        | [me'xwi]           |
| Velarización de la aproximante labiovelar sonora                                  | abuelo        | /aˈbuelo/         | [a.ˈβ̞we.lo]      | [aˈɣʷwe.lo]        |
| En inicio o final de sílaba, o aspiración total o elisión de /s/                  | somos así     | /ˈsomos aˈsi/     | [ˈso.mos.aˈsi]   | [ˈho.mos.aˈhi]     |
| En inicio o final de sílaba, o aspiración total o elisión de /s/                  | somos así     | /ˈsomos aˈsi/     | [ˈso.mos.aˈsi]   | [ˈo.mos.aˈi]       |
| En inicio o final de sílaba, o aspiración total o elisión de /s/                  | somos así     | /ˈsomos aˈsi/     | [ˈso.mos.aˈsi]   | [ˈso.moh.aˈsi]     |
| En inicio o final de sílaba, o aspiración total o elisión de /s/                  | somos así     | /ˈsomos aˈsi/     | [ˈso.mos.aˈsi]   | [ˈso.mo.aˈsi]      |
| En inicio o final de sílaba, o aspiración total o elisión de /s/                  | somos así     | /ˈsomos aˈsi/     | [ˈso.mos.aˈsi]   | [ˈho.moh.aˈhi]     |
| En inicio o final de sílaba, o aspiración total o elisión de /s/                  | somos así     | /ˈsomos aˈsi/     | [ˈso.mos.aˈsi]   | [ˈo.mo.aˈi]        |
| Aspiración de h inicial en algunas palabras, como [h], [x], o [χ]                 | humo          | /umo/             | [umo]            | [humo]             |
| Aspiración de h inicial en algunas palabras, como [h], [x], o [χ]                 | humo          | /umo/             | [umo]            | [xumo]             |
| Aspiración de h inicial en algunas palabras, como [h], [x], o [χ]                 | humo          | /umo/             | [umo]            | [χumo]             |
| Sustitución de la vibrante r por ɾ                                                | Rodrigo       | /roˈdɾigo/        | [roˈðɾiɣo]       | [ɾoˈðɾiɣo]         |
| Alargamiento de /e/ final átona                                                   | noche         | /ˈnot͡ʃe/          | [ˈnot͡ʃe]         | [ˈnot͡ʃi]           |
| Sonido intervocálico /b/ pronunciado como [v]                                     | caballo       | /ˈkabaʎo/         | /ˈkabaʎo/        | [ˈkavajo]          |

El español tradicional de Nuevo México tiene varias consonantes silábicas. Una [m̩] silábica puede surgir como resultado de mi o antes de una consonante bilabial, como en un beso [m̩ˈbeso] o mi papá [m̩paˈpa]. /m/, /n/ y /l/ también pueden volverse silábicos antes de una secuencia de /i/ seguida de una consonante coronal. Estos a menudo, pero no siempre, ocurren antes de las terminaciones de diminutivo -ito e -ita. Algunos ejemplos son Anita [an̩ta], permiso [perm̩so], y bolita [bol̩ta]. Finalmente, hay una /r/ silábica, pero sólo antecediendo /it/, tal y como en burrito [bur̩to].
Pronunciación
En cuanto a la pronunciación y la entonación, hay rasgos que pueden recordar al español mexicano, con el que comparte otras peculiaridades; pero también hay muchos otros rasgos, entre ellos la aspiración de la S, que pueden recordar a variedades rurales del estado de Zacatecas, del sur de Castilla, de Extremadura o de Andalucía, así también como los dialectos chileno y rioplatense. Son típicas expresiones como: asina en lugar de así, semos por somos, etc.

### Morfología
Además de una gran cantidad de variación fonológica, existen varias diferencias entre la morfología del español tradicional de Nuevo México y la morfología del español estándar, generalmente en las conjugaciones o terminaciones de los verbos. El uso de formularios no estándar no es universal y, por lo general, se correlaciona negativamente con la educación. Los neomexicanos generalmente conocen las normas del español y, con pocas excepciones, expresan una preferencia por las oraciones que siguen esas normas. Dicho esto, a menudo rompen estas normas en la conversación diaria y prefieren salemos y pidimos a salimos y pedimos. Muchos, aunque no todos, se encuentran más comúnmente entre los hablantes mayores:
- Cambiar de -mos a -nos en la primera persona del plural (nosotros) terminaciones con acento esdrújulo, como en los tiempos pasados de subjuntivo, imperfecto y condicional, es decir: nos bañábamos a nos bañábanos, nos bañáramos a nos bañáranos, nos bañaríamos a nos bañaríanos, bajo la influencia del clítico -nos. Esto también ocurre en presente de subjuntivo, como un cambio de acento, como en nos báñenos.[39][40]
  - En los verbos que cambian de raíz donde la vocal de la raíz acentuada se diptonga, esto da como resultado la diptongación habitual, es decir, duérmanos para durmamos, piérdanos para perdamos.[41]
- Las terminaciones de pretérito de segunda persona pueden ser -astes, -istes o -ates, -ites en lugar del común -aste, -iste.[39] Por ejemplo: hablastes por hablaste, comites por comiste, o dijites por dijiste.

- Retención de la -b- latina en algunas conjugaciones imperfectas de los verbos -er e -ir, con la precedente -i- diptongada en la vocal anterior, como en: caiban vs. caían, traiba vs. traía, creiban vs creían.[42]
- Uso de formas pretéritas más antiguas como:
  - Uso generalizado de vide, vido para las versiones estándar vi, vio. Este uso no muestra ningún patrón regional y se encuentra tanto en el español fronterizo BS como en el español tradicional de Nuevo México (TNMS). Estas formas son menos utilizadas por personas más jóvenes, por ser vistas negativamente en español normalizado.[42][38]
  - Uso generalizado de la terminación regularizada -jieron en lugar de -jeron, como en trajieron por trajeron.[42]
  - Uso menos extendido de la raíz truj- más antigua de traer en el pretérito, lo que resulta en trujieron.[42]
- Desinencia para nosotros -emos para presente y -imos para pasado en verbos terminados en -er/-ir.[39][41]

- Extensión de la elevación de vocales en aquellos verbos con cambio de raíz que ya la tienen. Tienen la vocal de raíz elevada -i- o -u- en cualquier posición átona, incluido el infinitivo. Se conserva la diptongación en posiciones acentuadas. Ejemplos:
  - Durmir en vez de dormir. Duermo es la primera persona estándar del presente simple con diptongación, que es la que se usa en el TNMS.
  - Dicir en vez de decir.[41][43]
- Uso no estandarizado de -g- en muchas raíces verbales, como creiga, juigo, vaiga (vaya), huiga (huya), seigo (soy).[43][44] También, epentético -g- en aire y palabras relacionadas.[43]
  - El presente de subjuntivo de haber es haiga, en vez de haya.[39] Esto es común en las variedades españolas no estandarizadas.
- Uso de los en vez de nos.[40]
- Regularización de la conjugaciones de los siguientes verbos irregulares:
  - Generalización de la raíz ha- a la primera persona en formas de haber como verbo auxiliar, en lugar de he-: "nosotros hamos comido," en vez de "nosotros hemos comido".[39] Esto parece ser un desarrollo más reciente, ya que es más probable que los hablantes más jóvenes y menos educados lo usen.[40]
- Las formas plurales de palabras que terminan en vocal acentuada, como papá y café, a menudo se forman con el sufijo -ses en lugar del estándar -s. Esto está muy extendido en el español coloquial.[45]
- La contracción es común; tales como vete paía (vete para allá), yamboy (ya me voy), ontá mi apá (dónde está mi papá), etc.

### Vocabulario
Una de las características más notables del español neomexicano es su vocabulario. El español de Nuevo México ha retenido mucho vocabulario antiguo, o vocabulario común con significados antiguos, que se ha perdido en otras variedades del español. También ha desarrollado mucho vocabulario propio, ha heredado muchos préstamos náhuatl del español mexicano, y ha tomado más préstamos de lenguas indígenas vecinas y del inglés.
El español de Nuevo México conserva muchas variantes más antiguas de palabras funcionales comunes que ya no están vigentes en el español común, como por ejemplo cuasi por casi, muncho por mucho, naide o nadien por nadie, farina de harina, y onde por donde. Muchos de estos términos se encuentran también en el habla coloquial de otras regiones. El TNMS también ha conservado muchas palabras con acepciones que se han perdido en otras variedades. Por ejemplo, el español neomexicano conserva la palabra ánsara, que significa ganso. "Ánsara" se usaba para denominar a los gansos salvajes, mientras que "ganso" se refería al ganso doméstico. Parece que ya no se hace esa distinción, y "ganso" se ha convertido en el término típico en la mayor parte del mundo de habla hispana. Este término también está retenido en el adaeseño. 
Se han producido innovaciones léxicas independientes en TNMS. Un ejemplo es la acuñación de ratón volador en el sentido de murciélago. También se encuentra en español neomexicano el término estándar, murciélago, y una variante murciégalo. Murciégalo puede ser una retención de la forma original, antes de que la metátesis cambiara la l y la g, o puede ser una variante metátesis de la forma estándar. La forma estándar y el murciégalo se encuentran principalmente en el área de español fronterizo BS, en Albuquerque y Santa Fe, y a lo largo del río Arkansas en Colorado.
Se han producido varios ejemplos definidos de metátesis en el español neomexicano, atribuible a la naturaleza hablada del dialecto. Algunos ejemplos son los siguientes: estógamo de estómago, idomia de idioma, pader de pared, probe de pobre y redetir de derretir.
El español de Nuevo México, incluidas las TNMS y BS, también ha regularizado el género de algunos sustantivos, como idioma y sistema. Es decir, muchos hablantes los tratan como femeninos, aunque normativamente se considera un sustantivo masculino. Los residentes de Martineztown, Albuquerque a principios de los años 80 vieron la forma femenina, la sistema, como un poco más correcta que la masculina tradicional.
Después de 1848, el español neomexicano tuvo que adoptar o acuñar sus propios términos para los nuevos desarrollos tecnológicos. Uno de esos desarrollos es la invención del automóvil. Como gran parte de América Latina, Nuevo México amplió el significado de carro para incluir automóviles. El español de Nuevo México también terminó extendiendo el término arrear, que se refería a conducir animales, para incluir conducir automóviles. Esta es la misma solución que se eligió en inglés, y en adaeseño.

### Préstamos
El español neomexicano ha estado en contacto con varias lenguas indígenas americanas, sobre todo las de las tribus pueblo y navajo, con quienes los españoles y los mexicanos coexistieron en la época colonial. Durante siglos, los hispanos mantuvieron relaciones hostiles con los navajos y otros pueblos nómadas, como los apaches. Como resultado, el español de Nuevo México ha tomado prestados pocos términos de sus idiomas. Por ejemplo, algunos préstamos del navajo son chihuil (pequeño valle) y josquere, como en la frase andar en el josquere (estar sembrando avena salvaje). El término gileño, en referencia a la tribu apache gila, se cita como préstamo de una lengua apache. En la dirección opuesta, el navajo, que normalmente no adopta muchos préstamos, también ha tomado prestados algunos términos del español. Por ejemplo, los términos navajos para dinero (béeso) y anglo (bilagáana) son préstamos del español "peso" y "americano" respectivamente.
El contacto hispano con la cultura pueblo fue mucho más estrecho, aunque el contacto lingüístico fue algo desigual. La mayoría de los bilingües que mediaron entre los hispanos y los habitantes pueblo eran miembros de las tribus pueblo, ya que pocos hispanos hablaban un idioma pueblo. Como resultado, los idiomas pueblo tomaron prestadas muchas palabras del español, mientras que el español de Nuevo México tomó prestadas menos palabras de los idiomas pueblo. La mayoría de los préstamos de idioma pueblo al español de Nuevo México tienen que ver con personas y nombres de lugares, artefactos culturales, alimentos, plantas y hierbas. Uno de esos préstamos es el término cunque (posos de café), que puede provenir de una palabra del idioma zuñi para "pedazos de maíz molido o harina de maíz utilizada con fines ceremoniales" o un término idioma tegua de Río Grande para granos de maíz. Los hablantes del suroeste de Nuevo México también lo usan para significar "migajas", aunque los hablantes de otros lugares prefieren las migajas estándar. Otras palabras con origen en lenguas nativas son zoquete (barro), o mitote (chisme o cotilleo).
Nuevo México entró en contacto con el idioma francés a principios del siglo XVIII debido a interacciones con cazadores y comerciantes de pieles franceses. Estas interacciones aumentaron después de la independencia de México.  Algunos apellidos, como Archibeque, Gurulé y Tixier, son atribuibles a la influencia francesa. Por lo demás, el español neomexicano ha tomado prestadas pocas palabras del francés, aunque dos prominentes son puela, que significa sartén; y chamuz, que significa zapatilla. La única otra variedad española donde se usa puela es la variedad brule del español isleño de Luisiana, que ha sido muy influenciada por el francés. El término pantufla también se usa en Nuevo México para "zapatilla", pero está asociado con la región fronteriza y se usa ampliamente en América Latina y España.
El español de Nuevo México también ha estado en contacto sustancial con el inglés americano. El contacto con el inglés estadounidense comenzó antes de la Guerra México-Estadounidense, cuando Nuevo México comerciaba con los EE. UU., y aumentó después de la anexión de Nuevo México por parte de EE. UU. Un efecto de esto es la extensión semántica, usando palabras en español con el significado de sus cognados en inglés, como el uso de realizar para darse cuenta. Otros ejemplos de anglicismos son torque por pavo, baquiar por retroceder o troca por camión. El contacto con el inglés también ha llevado a la adopción generalizada de muchos préstamos, así como a un cambio de idioma hacia el inglés con el abandono del español.